# كو فان دير هارت
كو فان دير هارت (بالهولندية: Cor van der Hart)‏ (25 يناير 1928 بأمستردام في هولندا - 12 ديسمبر 2006 بأمستردام في هولندا) هو مدرب كرة قدم ولاعب كرة قدم هولندي في مركز الدفاع. شارك مع منتخب هولندا لكرة القدم. أما مع النوادي، فقد لعب مع أياكس أمستردام وفورتونا سيتارد ونادي ليل.

## وصلات خارجية
- كو فان دير هارت على موقع قاعدة بيانات كرة القدم.إي يو (الإنجليزية)
- كو فان دير هارت على موقع ناشيونال فوتبول تيمز (الإنجليزية)
- كو فان دير هارت على موقع Soccerway.com (الإنجليزية)